# Aleglitazar
Aleglitazar là một chất chủ vận thụ thể kích hoạt thụ thể peroxisome (do đó là một bộ điều biến PPAR) có ái lực với PPARα và PPARγ, được Hoffmann-La Roche phát triển để điều trị bệnh tiểu đường loại II. Nó không còn trong các thử nghiệm lâm sàng giai đoạn III.